# 大学冬の時代
大学冬の時代（だいがくふゆのじだい）は、主に1980年代の日本において、将来起きるとされていた時代。

## 概要
18歳人口がピークを迎えて、それ以降は18歳人口が減少していく1992年を目前に控えた1980年代に、教育業界やマスコミに使用され始めて普及した言葉。1992年以降の18歳人口が減少し続けるために、大学経営は厳しくなるだろうと想定されていた。1992年の新聞では大正大学仏教学部が廃止になることから大学冬の時代の到来かと報道された。
実際は1992年以降は18歳人口は減少し続けたものの、大学への進学者数と進学率が増加し続けた。このため1992年からの10年間で150もの大学が新たに開学している。1980年代の予想とは裏腹に、1990年代は高度経済成長期に次ぐ日本で2番目に大学が拡充した時代となった。
大学冬の時代は21世紀になってから到来しつつある。大学進学者数の増加は2000年頃が頭打ちとなり、私立大学の中には定員充足率が悪化する大学が増加していく。2010年頃には大学進学率の伸びも止まっている。それでも2010年代は政府の政策により大学は淘汰されずに拡大傾向を示していた。
佐藤郁哉は2019年に「日本の大学は今まさに本格的な冬の時代もしくは「氷河期」に突入しつつあるようにも思えます」と述べた。佐藤によれば、少子化によって受験生や入学者が減少して経営危機に直面している大学は100以上にのぼり、将来18歳人口が減少することも確実なためさらに深刻な事態を迎え、これからの「大学氷河期」の時代に大学が大量の「絶滅」などの転機を迎えるかもしれないとする。